# Ctenoplusia
Ctenoplusia är ett släkte av fjärilar som beskrevs av Claude Dufay, 1970. Ctenoplusia ingår i familjen nattflyn, Noctuidae.

## Dottertaxa tillCtenoplusiai alfabetisk ordning[1][2]
- Ctenoplusia accentifera (Lefèbvre, 1827)
- Ctenoplusia adiaphora (Dufay, 1974)
- Ctenoplusia aenescens Prout, 1921
- Ctenoplusia agnata (Staudinger, 1892)
- Ctenoplusia albostriata (Bremer & Grey, 1853)
- Ctenoplusia amydra Dufay, 1972
- Ctenoplusia armata Behounek & Ronkay, 1999
- Ctenoplusia asteia Dufay, 1972
- Ctenoplusia astrapeia Dufay, 1972
- Ctenoplusia aurisuta Dufay, 1968
- Ctenoplusia caelata Dufay, 1972
- Ctenoplusia camptogamma Hampson, 1910
- Ctenoplusia caudata Schaus, 1906
- Ctenoplusia chalcopasta (Hampson, 1912)
- Ctenoplusia crinoides Dufay, 1972
- Ctenoplusia dargei Dufay, 1972
- Ctenoplusia dorfmeisteri (Felder & Rogenhofer, 1874)
- Ctenoplusia dufayi Behounek & Ronkay, 1999
- Ctenoplusia edora Prout, 1927
- Ctenoplusia epargyra Dufay, 1968
- Ctenoplusia etiennei Dufay, 1975
- Ctenoplusia euchroa Hampson, 1918
- Ctenoplusia euchroides Carcasson, 1965
- Ctenoplusia eugrapha Hampson, 1913
- Ctenoplusia fracta (Walker, 1858)
- Ctenoplusia fulgens Dufay, 1972
- Ctenoplusia furcifera (Walker, 1857)
  - Ctenoplusia furcifera ogowana (Holland, 1894)
- Ctenoplusia gammaloba Hampson, 1910
- Ctenoplusia gemmata Dufay, 1972
- Ctenoplusia glaphyra Dufay, 1982
- Ctenoplusia griveaudi Dufay, 1968
- Ctenoplusia gueneei Wallengren, 1856
- Ctenoplusia herbuloti (Dufay, 1982)
- Ctenoplusia ichinosei (Dufay, 1965)
- Ctenoplusia indica (Ronkay, 1986)
- Ctenoplusia isospila Dufay, 1972
- Ctenoplusia javana Behounek & Ronkay, 1999
- Ctenoplusia karthalae Dufay, 1982
- Ctenoplusia kobesi (Behounek & Thöny, 1995)
- Ctenoplusia kosemponensis (Strand, 1920)
- Ctenoplusia laqueta Dufay, 1968
- Ctenoplusia latistigma (Prout, 1922)
  - Ctenoplusia latistigma floresiana Behounek & Ronkay, 1999
  - Ctenoplusia latistigma sulawesiana Behounek & Ronkay, 1999
- Ctenoplusia lavendula Hampson, 1902
- Ctenoplusia leucostigma Dufay, 1968
- Ctenoplusia limbirena (Guenée, 1852), Brunvattrat metallfly
- Ctenoplusia mapongua Holland, 1894
- Ctenoplusia melanocephala Möschler, 1884
- Ctenoplusia micans Dufay, 1968
- Ctenoplusia microptera Ronkay, 1989
- Ctenoplusia mutans (Walker, 1865)
- Ctenoplusia nigrogemmea Romieux, 1943
- Ctenoplusia ogovana Holland, 1894
- Ctenoplusia orbifer Guenée, 1865
- Ctenoplusia oxygramma (Hampson, 1892)
- Ctenoplusia oxygramma Geyer, 1832
- Ctenoplusia pauliani Dufay, 1968
- Ctenoplusia perispomena Dufay, 1972
- Ctenoplusia perplexa Dufay, 1975
- Ctenoplusia phocea (Hampson, 1910)
- Ctenoplusia phoceoides Dufay, 1972
- Ctenoplusia placida (Moore, 1884)
  - Ctenoplusia placida chillagoes Lucas, 1900
  - Ctenoplusia placida sundicata Behounek & Ronkay, 1999
- Ctenoplusia polycampta Dufay, 1972
- Ctenoplusia porphyrea Dufay, 1970
- Ctenoplusia proseides Dufay, 1972
- Ctenoplusia psileia Dufay, 1975
- Ctenoplusia rhodographa Dufay, 1968
- Ctenoplusia rubronitens Dufay, 1972
- Ctenoplusia scoteina Dufay, 1972
- Ctenoplusia selagisma Dufay, 1972
- Ctenoplusia seyrigi Dufay, 1968
- Ctenoplusia sigillata (Dufay, 1970)
- Ctenoplusia sumbawana Behounek & Ronkay, 1999
- Ctenoplusia tarassota (Hampson, 1913)
- Ctenoplusia triteia Dufay, 1972
- Ctenoplusia vermiculata (Dufay, 1970)
- Ctenoplusia violachrysa Behounek, Ronkay & Ronkay, 2010

## Bildgalleri

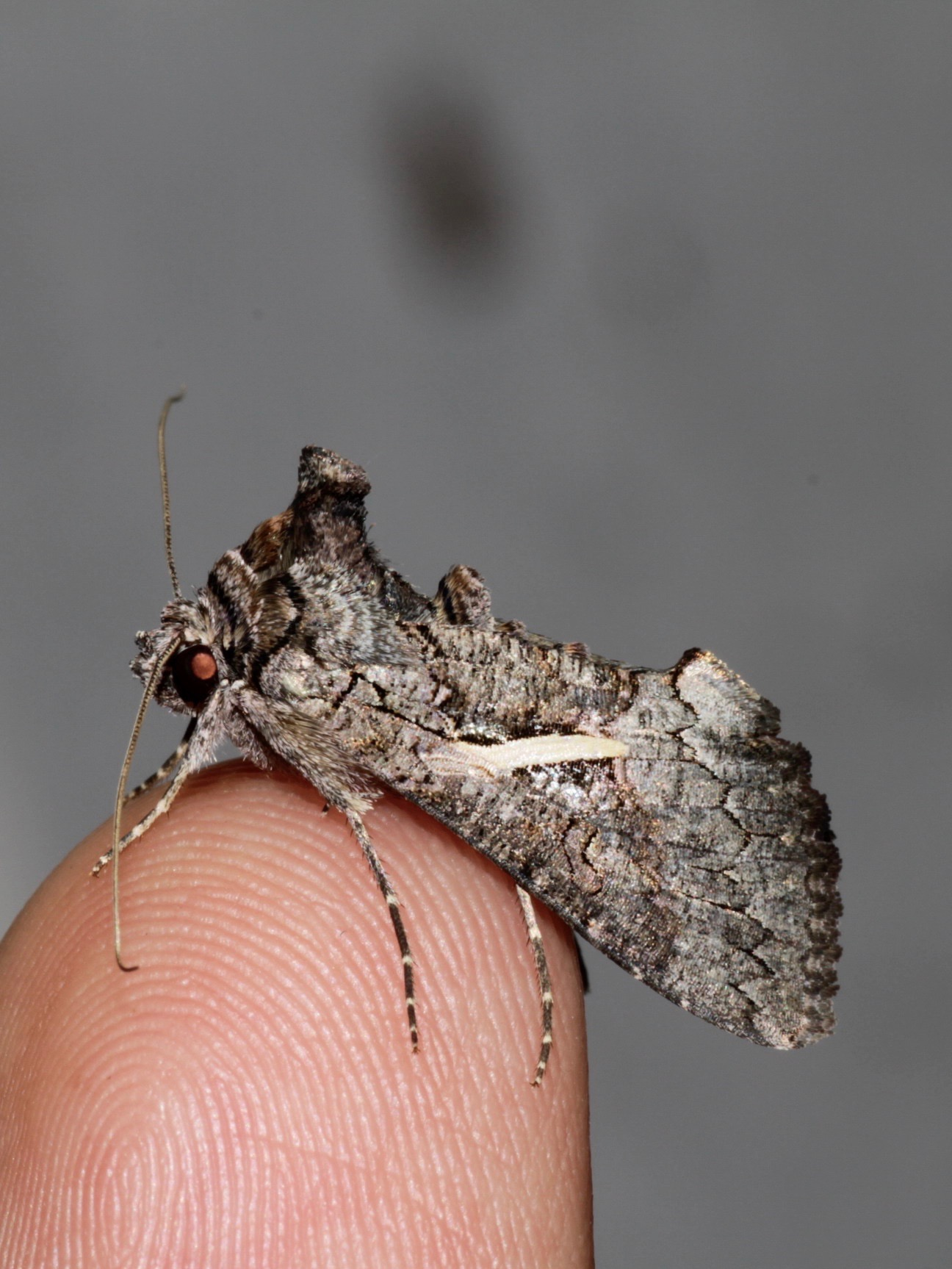
Ctenoplusia accentifera
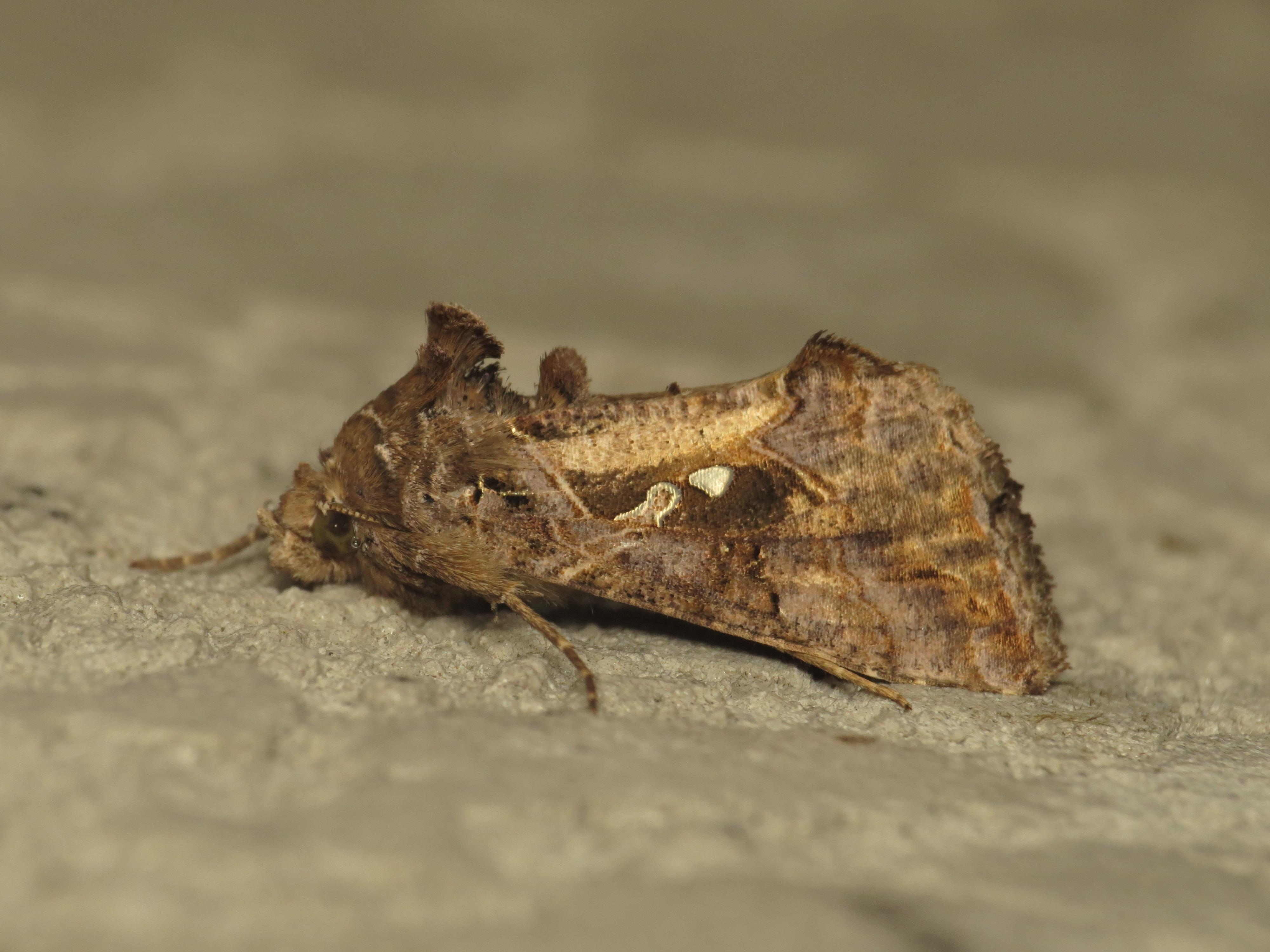
Ctenoplusia agnata
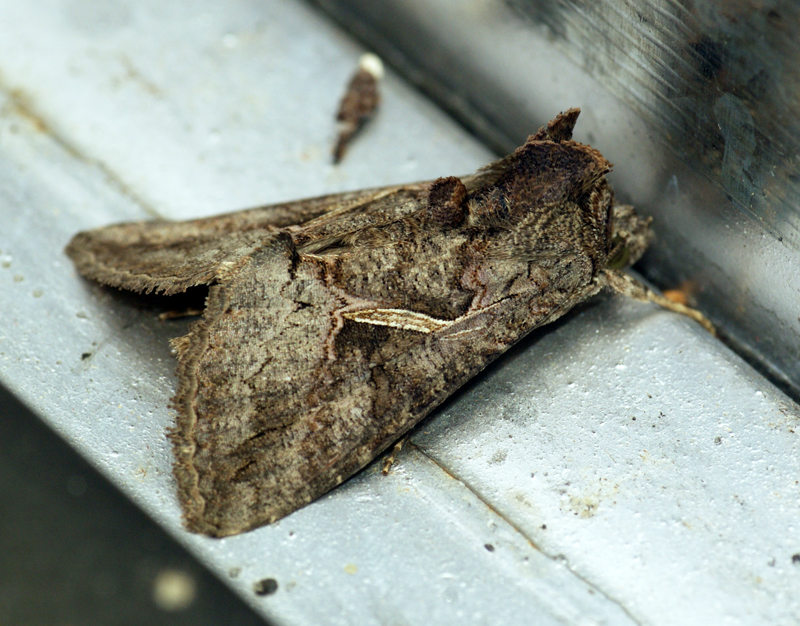
Ctenoplusia albostriata
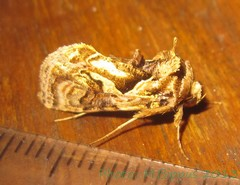
Ctenoplusia dorfmeisteri
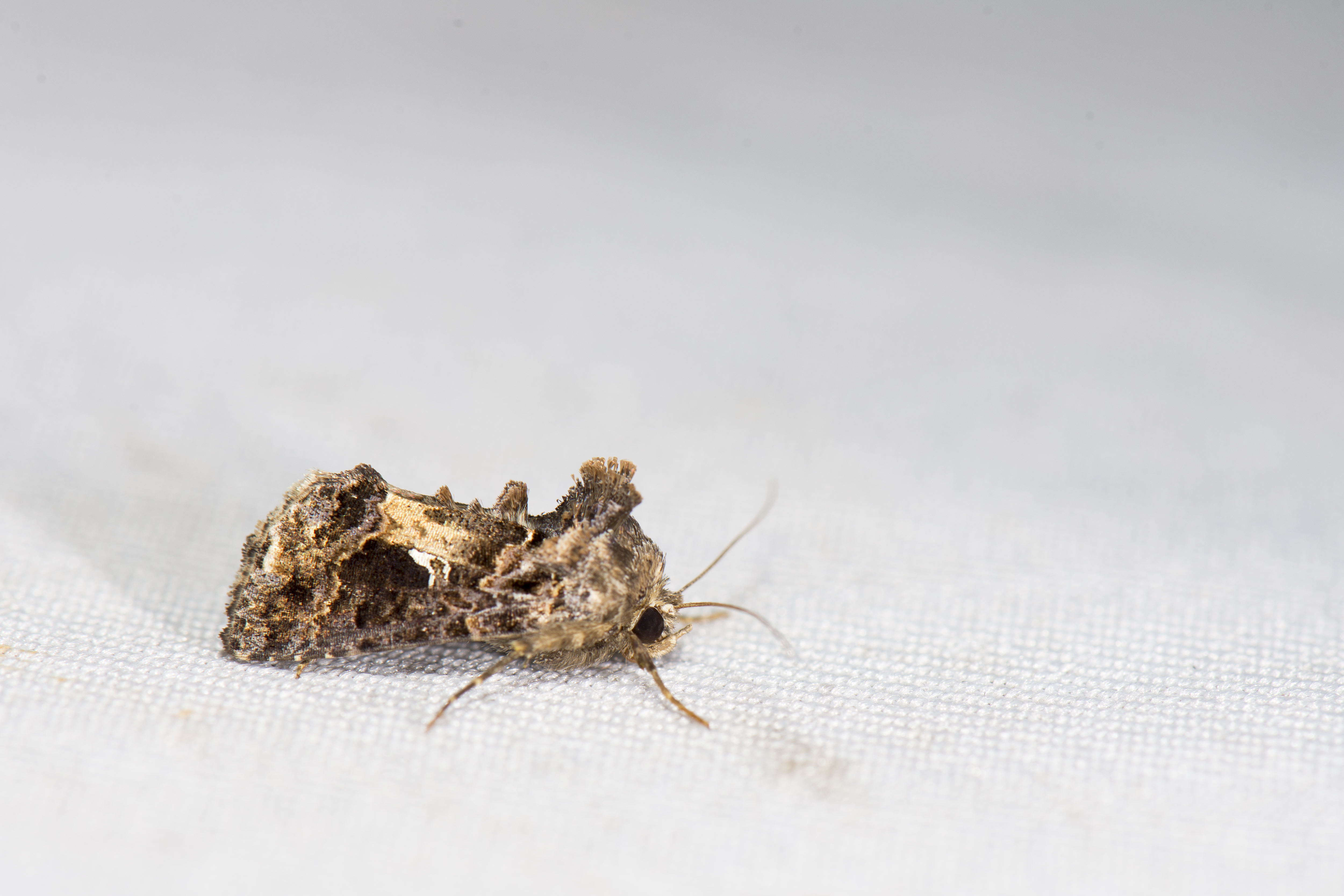
Ctenoplusia furcifera
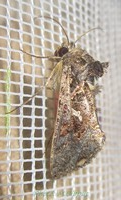
Brunvattrat metallfly, Ctenoplusia limbirena
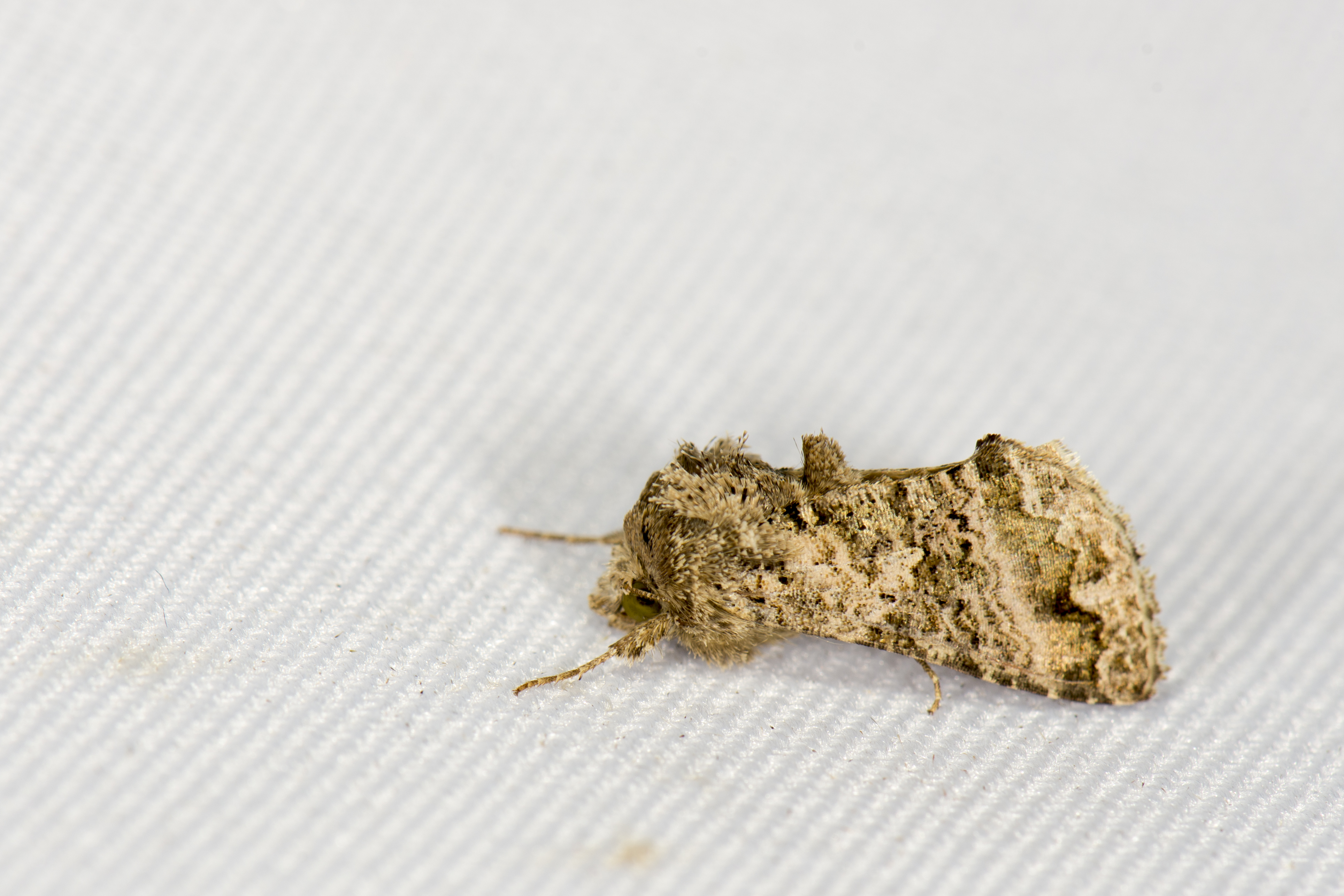
Ctenoplusia mutans
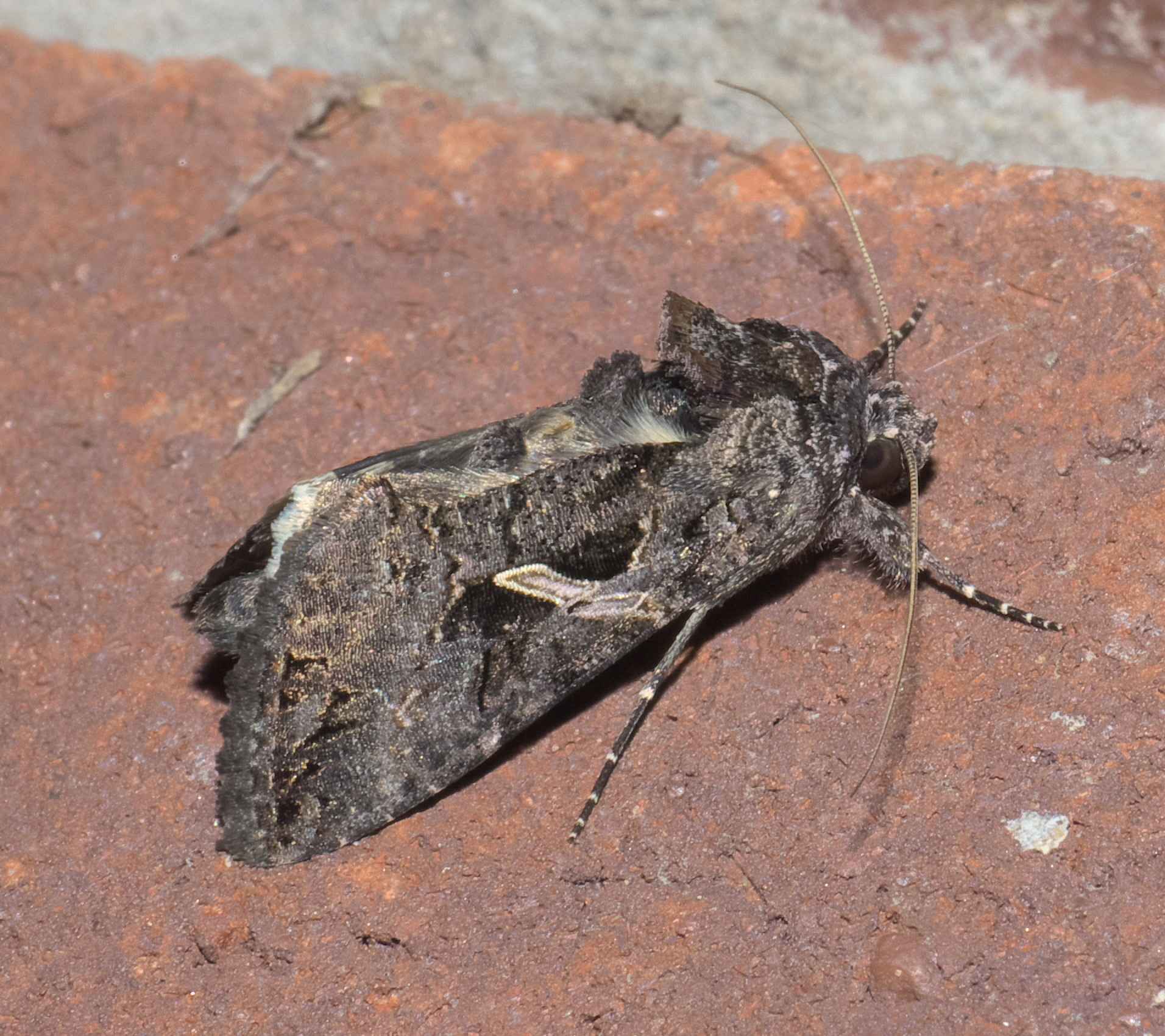
Ctenoplusia oxygramma
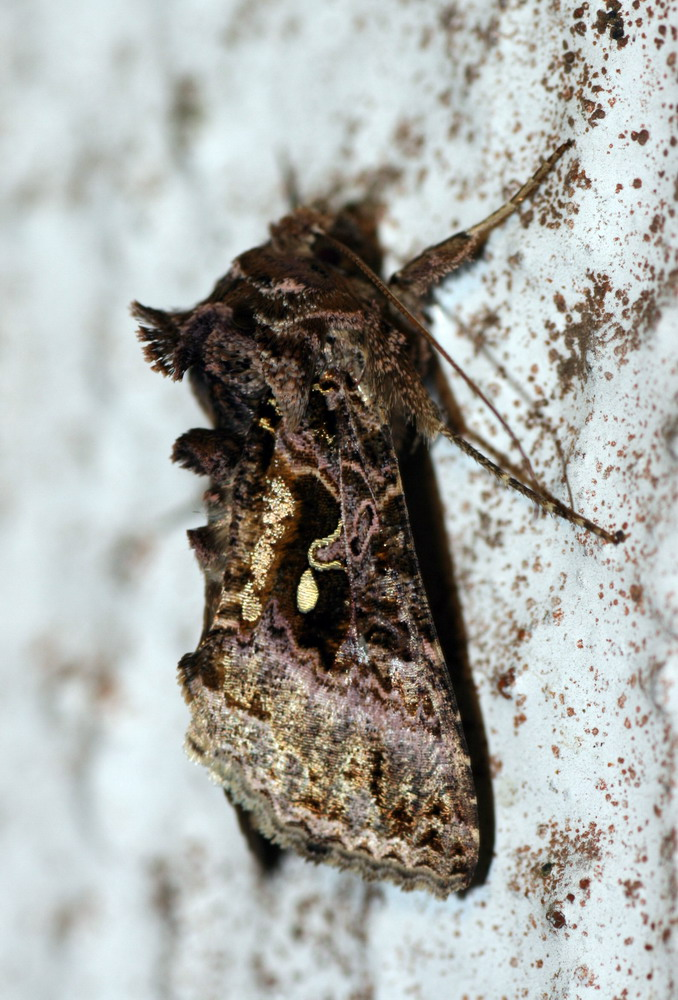
Ctenoplusia sigillata